# Campeonato Europeu de 500 metros contrarrelógio

Camisola do campeão Europeu

O Campeonato Europeu de 500 metros contrarrelógio é o campeonato de Europa de Pontuação organizado anualmente pela UEC. Leva-se disputando desde 2014 dentro dos Campeonatos da Europa de ciclismo em pista.

## Palmarés
| Evento | Ouro                     | Prata                    | Bronze                |
| ------ | ------------------------ | ------------------------ | --------------------- |
| 2014   | Anastasiya Vóinova       | Elis Ligtlee             | Miriam Welte          |
| 2015   | Anastasiya Vóinova       | Elis Ligtlee             | Daria Shmeliova       |
| 2016   | Daria Shmeliova          | Pauline Grabosch         | Anastasiya Vóinova    |
| 2017   | Miriam Welte             | Pauline Grabosch         | Daria Shmeleva        |
| 2018   | Daria Shmeleva (RUS)     | Olena Starikova (UKR)    | Miriam Welte (GER)    |
| 2019   | Anastasiia Voinova (RUS) | Daria Shmeleva (RUS)     | Olena Starikova (UKR) |
| 2020   | Daria Shmeleva (RUS)     | Anastasiia Voinova (RUS) | Miriam Vece (ITA)     |
| 2021   | Daria Shmeleva (RUS)     | Pauline Grabosch (GER)   | Yana Tyshchenko (RUS) |